# Schloss Trauttmansdorff

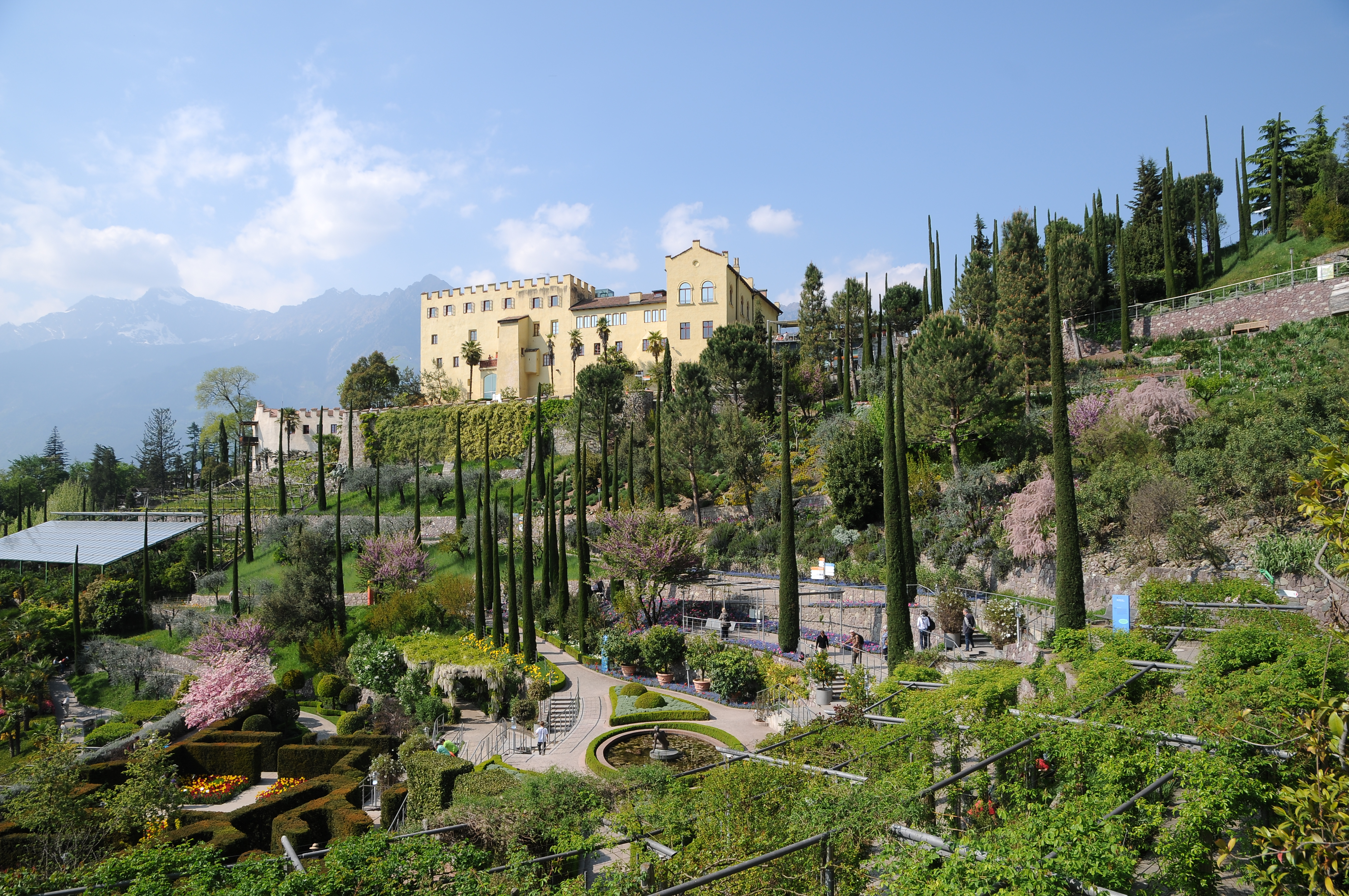
Schloss Trauttmansdorff von Süden

Das Schloss Trauttmansdorff befindet sich am östlichen Rand der Stadt Meran im Burggrafenamt (Südtirol) und beheimatet das Touriseum, das Südtiroler Landesmuseum für Tourismus. Das Schloss liegt im Ortsteil Obermais umgeben vom botanischen Garten der Stadt Meran, den „Gärten von Schloss Trauttmansdorff“, die im Jahr 2001 eröffnet wurden. Bekannt geworden ist das Schloss unter anderem durch den Kuraufenthalt der österreichischen Kaiserin Elisabeth (von der Meraner Kurpromenade führt heute ein ausgeschilderter Sissi-Weg bis zum Botanischen Garten). Das Areal hat eine Fläche von 12 Hektar und ein Wegenetz von 7 Kilometern; der Höhenunterschied beträgt 100 Meter. Eigentümer ist das Land Südtirol, Betreiber sind die Südtiroler Landesmuseen.

## Geschichte

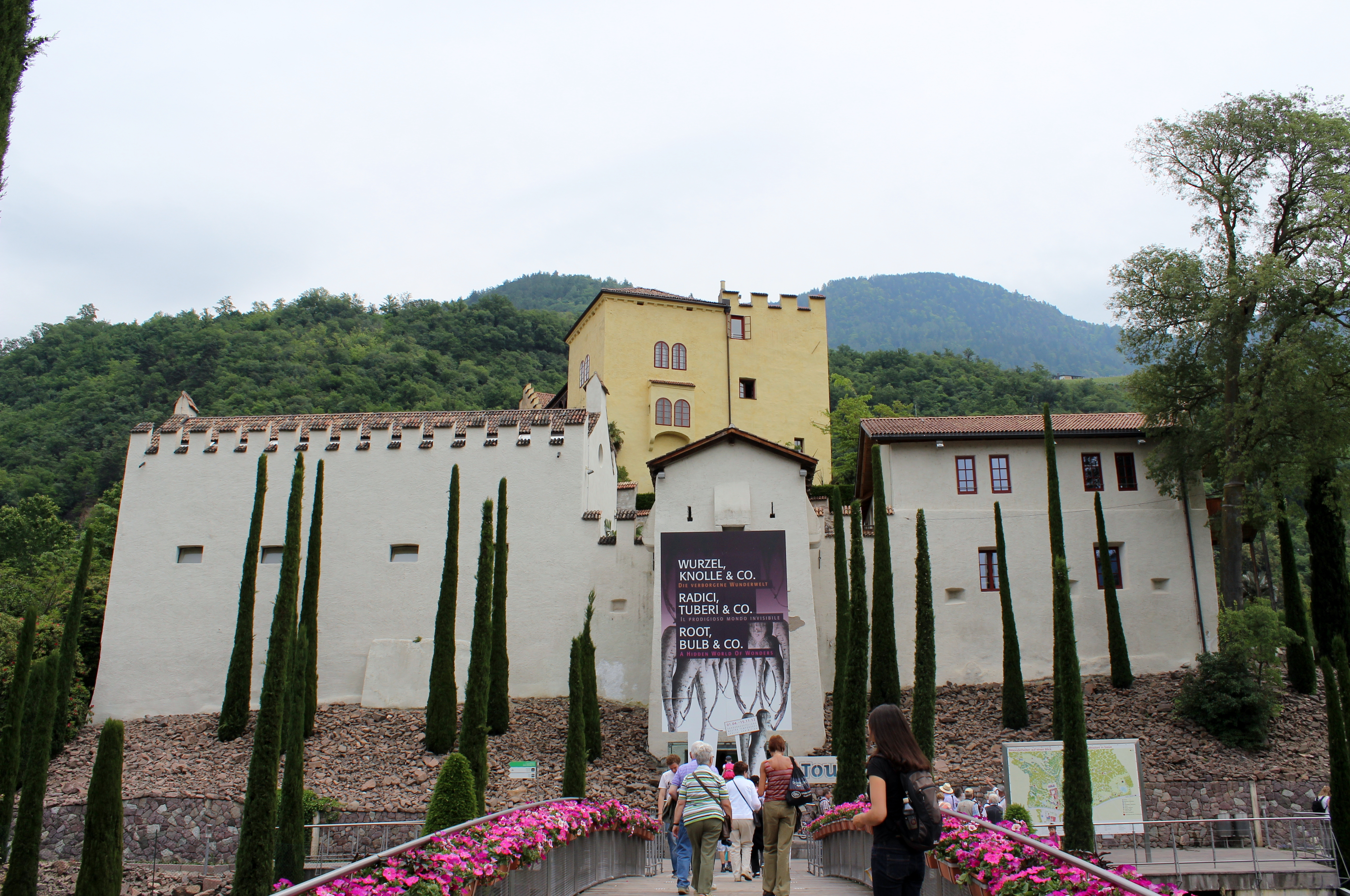
Schloss Trauttmansdorff von Westen

Um 1300 entstand auf dem Gelände des heutigen Schlosses die kleine Burg Neuberg, die 1327 urkundlich erwähnt wurde. Das um 1900 bemalte Vestibül des Schlosses bezeugt neben den österreichischen Ländern an der Decke entlang der Wände die Wappen der besitzenden Adelshäuser der Vergangenheit. Demnach war das Schloss von 1307 bis 1354 im Besitz der Angerheim, nach anderen Angaben nur bis 1351, diesen folgte die Familie von Suppan mit Jakob Suppan von Taransberg bis 1399, die Feigenstein durch die Brüder Hans und Ulrich, die auch die erste Kapelle erbauten, von 1400 bis 1488, denen die Zwingenstein bis 1537 folgten, gemeinsam mit der Familie Rästler, die aber schon 1514 wieder ausschied und ihren Anteil an die Santner vermachte, die bis 1537 im Teilbesitz war. Die Adelsfamilie Trauttmansdorff kaufte die Burg im Jahr 1543. Der Sohn des Käufers, Franz, ließ die Burg in großem Stil erweitern. Nachdem diese Linie des Trauttmansdorffer Geschlechts 1678 ausgestorben war, kam der Besitz spätestens 1697 an die Edlen von Stachelburg, die diesen bis 1729 besessen haben sollen. Später kamen die von Mamming und Mohr in gemeinschaftlichen Lehensbesitz. Im 18. Jahrhundert verfiel die Burg zusehends. 1777 stürzte sogar ein Turm ein, der die Burgkapelle zerstörte. 1805 unter bayerischer Herrschaft wurde der Besitz allodialisiert und an Bauern verkauft.
Im Jahr 1846 zog Joseph von Trauttmansdorff (1788–1870), Graf der Steiermark, ins Meraner Land und kaufte 1847 die bereits zerfallene Burg auf, die 150 Jahre zuvor von seinen Verwandten verlassen worden war. Auch Joseph von Trauttmansdorff erweiterte die Burg, viele neogotische Elemente wurden eingeführt. Die seitdem Schloss Trauttmansdorff genannte Burg wurde zum Vorbild für viele neugotische Schlösser in Südtirol. Reichsritter Moritz von Leon, vermutlich ein unehelicher Sohn Josephs, erbte das Schloss 1867 und besaß es bis 1893.
1870 erwählte Kaiserin Elisabeth von Österreich das Schloss für ihren Kuraufenthalt in Meran. Sie belegte zusammen mit ihren beiden Töchtern Gisela und Marie Valerie die oberste Etage des Schlosses. Schon wenige Wochen nach ihrer Ankunft berichteten österreichische Zeitungen von der Genesung Marie Valeries, was Meran als Kurstadt berühmt machte. 1889 besuchte Elisabeth das Schloss erneut.
Moritz von Leon, der Gastgeber der Kaiserin, musste schließlich nach und nach all seine Besitztümer verkaufen, darunter auch Schloss Trauttmansdorff. Nachfolger waren die Gyulay von 1892/93 bis 1896. Von diesen ging nach Konkurs der Besitz an Friedrich von Deuster aus Kitzingen. Er stockte das Schloss auf, legte Obstwiesen und Gärten an und verlieh dem Schloss einen neuen Glanz. Die Blütezeit des Schlosses wurde durch den Beginn des Ersten Weltkriegs beendet, da Südtirol direkt an der Frontlinie lag.
Nach dem Ersten Weltkrieg und dem Übergang Südtirols an Italien wurde der Besitzer vom faschistischen Regime enteignet; das Schloss fiel an die Opera Nazionale per i Combattenti, einen Hilfsfonds für italienische Soldaten, und wurde in Castel di Nova umbenannt. Während des Zweiten Weltkriegs wurde das Schloss von der Wehrmacht genutzt.
Nach Ende des Krieges stand das Schloss leer und die Opera Nazionale per i Combattenti suchte einen Käufer. Als diese im Jahr 1977 aufgelöst wurde und das Schloss noch immer nicht veräußert war, fiel es an die Südtiroler Landesverwaltung, die 1990 endlich eine Verwendung dafür fand: Im Inneren wurde das Südtiroler Landesmuseum für Tourismus, das Touriseum, eingerichtet und rundherum der botanische Garten angelegt. Auf dem zwölf Hektar großen Areal wurden vier Zonen geschaffen, die fließend ineinander übergehen: Waldgärten, Sonnengärten, Wasser- und Terrassengärten und die Landschaften Südtirols. Eine besondere Attraktion ist die australische Wollemie (Wollemia nobilis), ein Exemplar einer erst 1994 entdeckten, extrem seltenen Koniferenart. Die Gärten von Schloss Trauttmannsdorff waren 2006 der erste botanische Garten in Italien, der diese Pflanzenart ausstellte.
Die Gärten von Schloss Trauttmansdorff wurden als Schönster Garten Italiens 2005 ausgezeichnet.